# ロビネ・テスタール

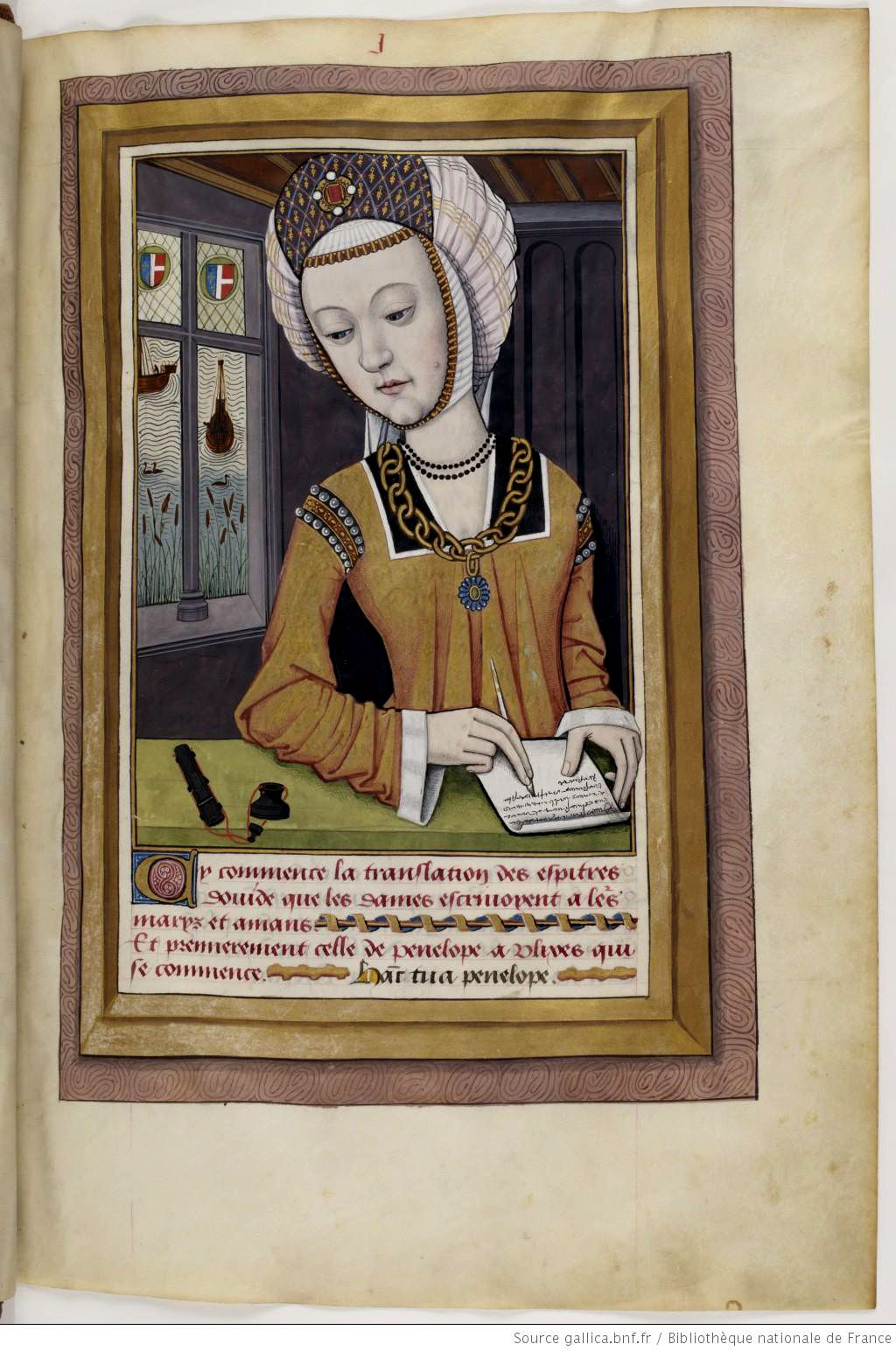

ロビネ・テスタール（Robinet Testard、fl. 1470年 - 1531年）は、フランスの中世装飾写本家、画家。その作品は署名や日付の記載がされておらず、研究が難しい。テスタールはポワチエで活動を始めた。彼はマテウス・プラテアリウスの『単純な薬の本』の挿絵を描いた。